# Marieby kyrka
Marieby kyrka är en kyrkobyggnad i samhället Marieby i Östersunds kommun. Den tillhör Marieby församling i Härnösands stift.

## Kyrkobyggnaden
Tidigare kyrka av sten eldhärjades 1876 och finns kvar som ruin.
Nuvarande träkyrka uppfördes av byggmästare P.G. Edler enligt Fredrik Ekholms ritningar och invigdes 1890. Kyrkan är byggd i korsform och har kor i sydost och torn i nordväst.

## Inventarier
- Altartavlan är utförd av Sven Linnborg och tillkom vid en renovering 1929. Motivet är Jesus välsignar barnen. Konstnärens femåriga dotter fick vara modell för ett av barnen.
- Framför altaret finns en ryamatta från början av 1950-talet, knuten av Mariebys kvinnor.

### Webbkällor
- Brunflo kyrkliga samfällighet
- Härnösands Stifts Herdaminne av L. Bygdén